# 完顏宗雄
完顏宗雄（1083年—1122年10月20日），本名謀良虎，其為金康宗烏雅束的長子、母親為康宗正室敬僖皇后唐括氏 。

## 生平

### 出生
完顏宗雄出生時，爺爺世祖劾里鉢見到後覺得他異於常人，說攻：「此兒風骨非常，他日必為國器。」因而解下佩刀，命令時常放置其側，說：「俟其成人則使佩之。」宗雄九歲能射逃逸中的兔子。十一歲時，射中奔走中的鹿。劾里鉢將他放在膝上坐並說：「兒幼已然，異已出倫輩矣。」以銀酒器賜給他。既成長後，風表奇偉，善於談辯，多智略，孝敬謙謹，人皆愛敬他。康宗逝世後，遼國使者阿息保來到，乘馬奔至靈帷階下，擇取賵贈之馬。叔父完顏阿骨打大怒，欲殺阿息保，宗雄力諫，阿骨打乃止。

### 舉兵
阿骨打即將舉兵之時，宗雄對他說：「遼主驕侈，人不知兵，可取也。不能擒一蕭海里，而我兵擒之。」阿骨打聽從他的意見。攻打甯江州，渤海兵甚為精銳。宗雄以自己所領的部隊打敗渤海兵，以軍功授職世襲千戶謀克。阿骨打打敗遼兵於出河店，宗雄推鋒力戰，軍功甚多。達魯古城之役，宗雄率領右軍，身先士卒而戰，遼兵抵擋右軍者已退卻，阿骨打命宗雄助左軍擊敗遼兵。宗雄繞到遼兵背後攻擊，遼兵遂大潰而敗，乘勝追逐敗軍。當時日色已暮，圍攻敵軍直至黎明，遼兵突圍而出，追殺至乙呂白石而退還。阿骨打撫其背說：「朕有此子，何事不濟。」以禦服賜給他。
其後遼國天祚帝以七十萬之眾開至馳門，諸將皆說遼軍軍勢甚盛，不宜速戰。然而宗雄卻力排眾議。他認為遼兵雖眾，但是領兵的皆是庸碌無才的將領，士卒惴惴不安，不足畏懼，一戰則可大破敵軍。阿骨打遂同意。追及遼帝於護步荅岡。宗雄率領眾軍直前，短兵相接。宗雄令前行持挺擊打遼兵馬首，後行者以弓箭射敵軍，大敗遼兵。阿骨打嘉許宗雄軍功，手執其手而慰勞他，以禦介胄及禦戰馬、寶貨、奴婢等賜給他。
斜也攻取春州，宗雄與宗幹、婁室攻取金山縣。當大軍行近白鷹林，擒獲斥候者七人，縱其一人使他回歸。縣中人聽聞大軍掩至而大潰，遂攻下金山縣。其後，宗雄率軍與斜也一同取泰州。
阿骨打親自率領軍隊攻取臨潢府，派遣宗雄率先啟行，遇到遼兵五千，宗雄與敵軍戰鬥，大軍亦來至，大破敵軍。後來留守撻不野投降，阿骨打以撻不野之女賜與宗雄，獎賞其啟行大破遼援兵之軍功。既而與蒲家奴視察泰州土地，宗雄包起一些土壤上奏此地土壤可種植。阿骨打聽從他的意見。於是遷徙萬餘家屯田於泰州。
西京既投降卻又再度叛變，當時金兵糧餉即將用盡，眾將議欲罷攻。宗雄卻認為西京是都會，若果拋棄而退兵，則投降的人會有離心，遼國餘黨與西夏得以窺伺。」乃立重賞以激勵將士軍心。既而，當夜中有流星，其大如斗，墜於城中。宗雄認為此是城破之象。及其後攻克西京，賜宗雄黃金百兩，衣十襲及奴婢等。

### 逝世
其後宗雄與宗翰等攻擊耿守忠軍隊七千於西京以東四十里，大破敵軍。宗雄迎謁阿骨打於鴛鴦濼，跟從至歸化州。宗雄疾篤，宗幹問他的遺言。宗雄說既然國家大業已成，主上壽考萬年，可以肅清四方，死亦無恨。天輔六年九月甲戌日（1122年10月20日），完顏宗雄薨逝，年四十歲。阿骨打前來問疾，來不及相見，悲慟痛哭，向群臣讚賞宗雄謀略過人，臨陣勇決，少有人能與之相比。賻贈加等。下詔合紮千戶駙馬石家奴護送他的靈柩回去，葬於歸化州，在他逝世的地方興建佛寺。
天眷年間，追封宗雄為太師、齊國王。海陵王天德二年，加封宗雄為秦漢國王。正隆二年（1157年），改為太傅、金源郡王。金世宗完顏雍即位後於大定二年（1162年），追封宗雄為楚王，諡號為“威敏”，配享太祖廟廷。大定十五年，下詔將宗雄的圖像掛於衍慶宮。
當初，宗幹在宗雄死後納娶宗雄之妻，其子海陵王完顏亮銜恨此事。海陵王篡位後，派遣宿直將軍晁霞、牌印閭山前往河間，囚禁宗雄之妻於府署。明日，宗雄之妻與其媳婦及孫兒常春兄弟、茶紮之子七人皆被殺而且焚屍，棄其屍骨於濠水。大定十七年（1177年），朝廷才下詔有司收葬。

## 家庭
子：
- 蒲魯虎
- 按荅海
- 阿鄰

孫：
- 常春
- 胡里刺
- 胡刺
- 鶻魯
- 茶紮
- 怕八
- 訛出[13]
- 桓端（喚端[14]）（蒲魯虎子）
- 蒲帶

曾孫：
- 嫋頻（桓端子）[15]

## 評價
宗雄為人好學嗜書，曾跟從阿骨打打獵，誤中流矢，而神色不變，恐阿骨打知道後而下罪射者。既拔去其矢，托疾歸家，臥病兩月，因學契丹大小字，盡皆通曉。凡金國初建，立法定制，皆與宗幹建白行焉。及與遼國議和，以契丹、漢字下詔書，宗雄與宗翰、希尹力主其事。宗雄亦材武蹻捷，手挽強弓遠射，直至幾三百步外。曾經走馬射三麞，已中其二，再彎弓，馬突然蹶，一躍而下，控弦如平常，遂彀滿步射獲。宗雄方追逐兔子，撻懶亦從後射該兔，當時已發矢，撻懶大呼曰：「矢及矣。」宗雄反身回顧，以手接其矢，就即以矢射兔立中，其輕健如此。

## 延伸阅读
[在维基数据编辑]
 《金史·卷73》，出自脱脱《遼史》